# قناة ذكريات
قناة ذكريات، قناة عربية سعودية حكومية. انطلقت بالتزامن مع انتشار جائحة فيروس كورونا بغرض الترفيه عن المواطنين والمقيمين الذين ألزمتهم الجائحة بالبقاء في منازلهم.

## بداية البث
انطلقت بالقناة بالبث في 9 أبريل 2020، وخصصت محتواها لعرض البرامج والأعمال القديمة في التلفزيون السعودي.

## البرامج
تعرض القناة عدداً من الأعمال التي اشتهرت قديما ومن أبرزها برنامج المسابقات «حروف»، الذي كان يقدمه المذيع ماجد الشبل، بالإضافة إلى برنامج بنك المعلومات، الذي قدمه الراحل عمر الخطيب، وبرنامج سباق المشاهدين الذي كان يقدمه المذيع حامد الغامدي، و«مسرح التلفزيون» الذي غنى على خشباته نجوم الستينيات والسبعينيات والثمانينيات في القرن العشرين، بالإضافة إلى برنامج رواد ومواهب والكاميرا الخفية، وبرنامج الحصن.
ومن المسلسلات عودة عصويد، وأجزاء منوعة من مسلسل طاش ما طاش، وأصابع الزمن، وخزنة، وسحور على مائدة أشعب وجحا الضاحك الباكي وخلك معي وعائلة أبو رويشد والعولمة والديرة نت وخلف خلاف وأبو حمدان في رمضان، وحمود ومحيميد، ومسلسل الأطفال بابا فرحان، وخارطة أم راكان، وغيرها من الأعمال التي ارتبطت بذاكرة المشاهدين سنين طويلة، وهناك برامج خصصتها القناة للعرض في شهر رمضان.

## روابط خارجية
- قناة ذكريات على موقع قاعدة بيانات الأفلام العربية